# Ladislav Machoň
Ladislav Machoň (28. dubna 1888 Královské Vinohrady – 22. prosince 1973 Praha) byl český architekt, představitel art deco a funkcionalistické architektury. Je pohřben na pardubickém Centrálním hřbitově ve společné hrobce s železničním stavitelem Janem Pernerem.

## Život
Studoval na čes. technice v Praze u prof. Josefa Schulze a Josefa Fanty. Od roku 1909 byl v ateliéru Jana Kotěry. Studijní cesty vykonal po Německu (1910), Belgii, Francii, Nizozemsku a Anglii (1911), po Dalmácii, Istrii, Dánsku, Švédsku, Norsku, Jugoslávii a Itálii.
Z jeho nejznámějších realizací jsou interiéry Právnické fakulty UK v Praze, přestavba a interiéry Klementina a Machoňova pasáž v Pardubicích, kterou provedl ve spolupráci se sochařem Ottou Gutfreundem.

## Dílo

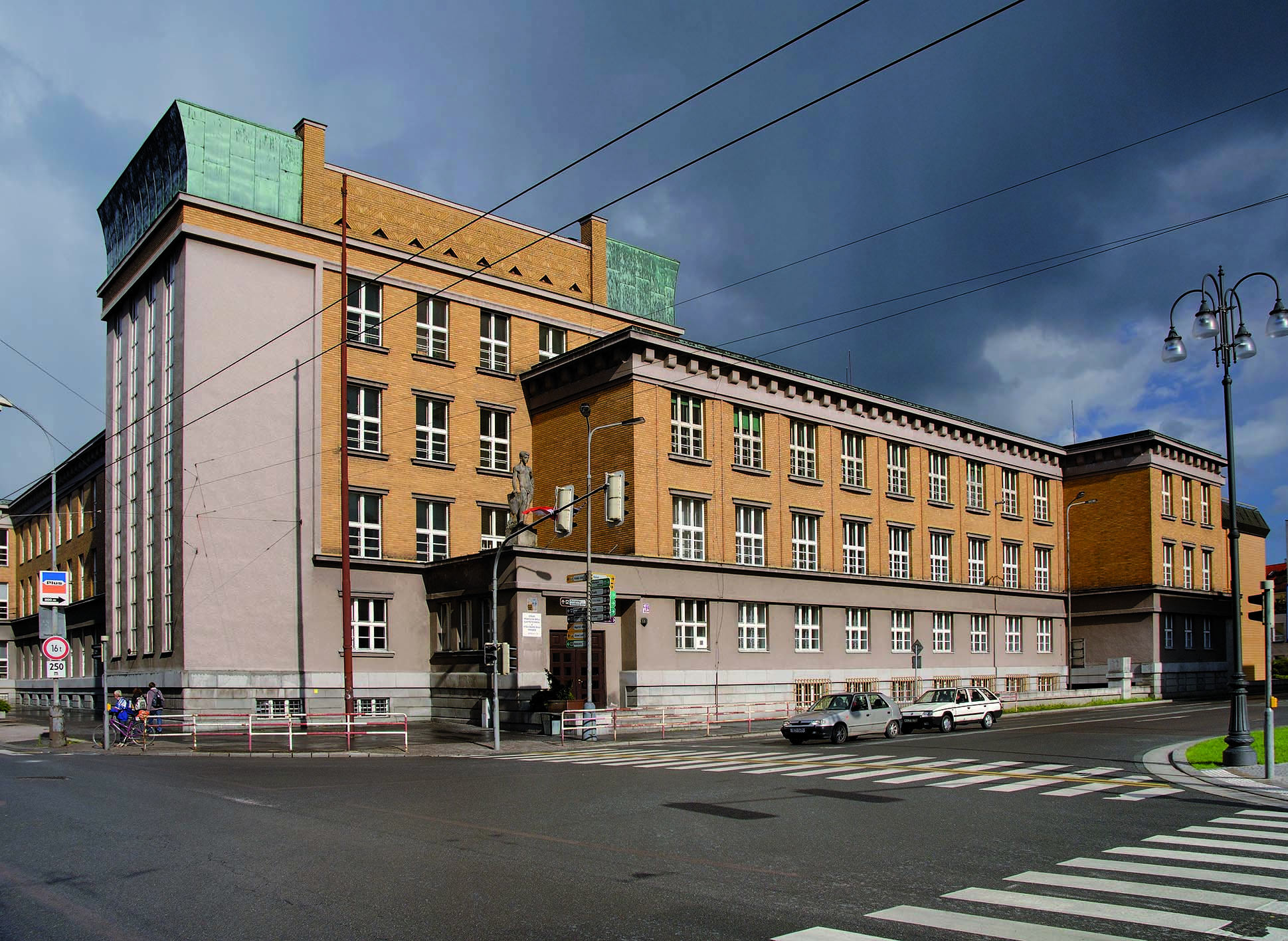
Budova reálky od arch. Ladislava Machoně v Pardubicích

### Praha
- Hotel Zlatá husa, čp. 839 – interiéry (1912)
- Dvojdům bratří Čapků (1923–1924), ul. Bratří Čapků (v době vzniku Úzká) čp. 1853/28 a 1854/30
- Dům architekta Aloise Kubíčka, ul. Cukrovarnická čp. 495, tuto vilu zakoupil v roce 1962 český kreslíř, karikaturista, ilustrátor a humorista Jiří Winter Neprakta
- Kolonie rodinných domů stavebního družstva Domov (1921–1925), Praha 3 – Žižkov[5]
- Vila sochaře Otakara Španiela (1924), Na Ořechovce čp. 487
- Klementinum I (1924–1925), dvorní přístavby půjčovny knih pro Univerzitní a Technickou knihovnu
- Právnická fakulta Univerzity Karlovy (1926–1929), realizace projektu Jana Kotěry po jeho smrti
- Vila úředníka Františka Pokorného (1927), Dykova čp. 960/4 (původně Hviezdoslavova), Královské Vinohrady
- Budova poštovního úřadu (1929–1930), třída Milady Horákové (původně Belcrediho)
- Interiér automatu Koruna, Václavské nám.  (1931)
- Švehlova sokolovna (1932), ul. U Branek, Praha-Hostivař [6]
- Černý pivovar, Karlovo náměstí (1933)
- Klementinum II (1934–1935)
- Špíškova vila (1933), ul. Na Babě čp. 1777, Praha 6 - Dejvice, Osada Baba [7]
- Malá benzinová pumpa (1936), Praha 5 – Zličín, ulice Na Radosti.[8]
- Hrskova vila (1938), ul. Na Babě čp. 1807, Praha 6 - Dejvice[9]
- Zahrada Uměleckoprůmyslového musea v Praze (1940), spolupráce s Jaroslavem Horejcem

### Pardubice
- Ředitelství pošt a telegrafů (1923–1925)
- Obchodní dům Passage (1924–1925)
- Státní reálka (1925–1929)
- Okresní soud a berní úřady (1931–1935)
- Poštovní a telegrafní úřad (1929–1938)

### Postoloprty
- Česká základní škola, projekt 1923, realizace 1934[10]

### Broumov
- Masarykova ZŠ, projekt 1925 - STAVBA ČESKÉ OBECNÉ A OBČANSKÉ ŠKOLY

### Luhačovice
- Budova pošty (1929)

### Londýn
- Automat (1938) na Regent Street

### Naarden
- Památník J. A. Komenského (1934–1937)